# Lucio! (programma televisivo)
Lucio! è stato  un programma televisivo italiano, trasmesso in prima serata su Canale 5 il 31 agosto 2018 con la conduzione di Michelle Hunziker e la partecipazione di Ron. Il programma è nato per rendere omaggio a Lucio Dalla; sono intervenuti artisti che hanno cantato da solisti oppure duettato insieme a Ron le canzoni di Lucio Dalla.
L'evento ha registrato 1 904 000 telespettatori con il 12,75% di share e non ha regista.